# Évangile selon Luc
 (juin 2024).
Si vous disposez d'ouvrages ou d'articles de référence ou si vous connaissez des sites web de qualité traitant du thème abordé ici, merci de compléter l'article en donnant les références utiles à sa vérifiabilité et en les liant à la section « Notes et références ».
L'Évangile selon Luc (Τὸ κατὰ Λουκᾶν εὐαγγέλιον / tò katá loukân euangélion) est le troisième des quatre Évangiles canoniques. La tradition chrétienne lui attribue pour auteur le personnage appelé « Luc le bon médecin » dans certaines lettres de Paul de Tarse. Comme l'Évangile selon Marc, dont il tire 35 % de sa substance, et l'Évangile selon Matthieu, son texte se présente comme une biographie de Jésus de Nazareth. L'auteur, qui est également le rédacteur des Actes des Apôtres — livre qui forme la suite de son évangile et narre les débuts de la communauté chrétienne —, indique qu'il écrit « après s'être informé de tout » car plusieurs ouvrages ont déjà raconté cette histoire. L'évangile et les Actes sont dédiés à un certain « Théophile » (« qui aime Dieu » ou « ami de Dieu »), commanditaire réel ou fictif.
L'exégèse historico-critique place la rédaction de ces deux ouvrages dans les années 80-85, en tout cas après la rédaction de l'Évangile selon Marc (v. 65-75) et à la même époque que celui de Matthieu (v. 80-90). Il est admis par le consensus historien que le texte de Matthieu et celui de Luc sont indépendants l'un de l'autre et que leurs auteurs ont travaillé séparément. Il est également admis que Luc écrit dans une langue grecque à la fois fluide et riche, contrairement aux autres évangélistes, et que par conséquent le grec est probablement sa langue maternelle.
Avec les Évangiles selon Marc et selon Matthieu, le texte de Luc fait partie des trois Évangiles synoptiques. C'est le plus long des quatre évangiles retenus dans le Nouveau Testament.

## Origine et rédaction

### Auteur

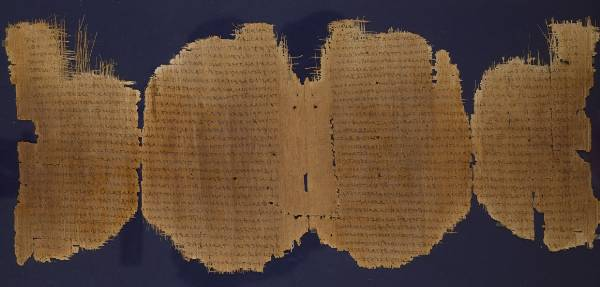
Le P45 f. 13-14, contenant des fragments de l'Évangile selon Luc, III.

Luc est connu par le Nouveau Testament. Paul se réfère à Luc dans l'épître aux Colossiens (4,14), où il l'appelle « le cher médecin » ; de même dans l'épître à Philémon (24) où Luc se trouve en compagnie de Marc pendant la première captivité romaine de Paul, et dans la deuxième épître à Timothée (4,11) : « Seul Luc est avec moi. » Toutefois, parmi ces trois épîtres pauliniennes, seule celle à Philémon n'est pas pseudépigraphe.
La tradition chrétienne attribue à ce Luc, « compagnon de Paul », la paternité de ce troisième évangile canonique. Irénée de Lyon notait dans son livre Adversus Haereses (vers 180) : « De son côté, Luc, le compagnon de Paul, consigna en un livre l'Évangile que prêchait celui-ci ». La question de cette paternité est cependant « plus complexe qu'il n'apparaissait au regard candide des anciens ».
Un ancien prologue grec antimarcionite de l'évangile selon Luc, daté peut-être de la fin du IIe siècle, décrit ainsi la genèse de cet évangile en ces termes : « Luc était un Syrien d'Antioche, médecin de profession, disciple des apôtres, et plus tard compagnon de Paul jusqu'à son martyre. Il servit le Seigneur sans divertissement, sans femme et sans enfants. Il mourut à l'âge de 84 ans, en Béotie, rempli du Saint-Esprit ». Ce prologue poursuivait : « Quoique des évangiles existassent déjà, celui selon Matthieu, composé en Judée, et celui selon Marc en Italie, il fut incité par le Saint-Esprit, et composa cet évangile entièrement dans la région avoisinant l'Achaïe [la Grèce]. Il rend très clair dans le prologue que les autres (évangiles) avaient été écrits avant le sien… Plus tard le même Luc écrivit les Actes des Apôtres ».
Ces traditions sont aujourd'hui contestées par la plupart des historiens et des exégètes, pour lesquels Luc a écrit ses deux textes (« Luc-Actes ») après 70 et avant 85, soit 20 ou 30 ans après les épîtres pauliniennes.

### Genre littéraire
Luc présente son évangile à la manière d'un historien de métier.

### Manuscrits
Les plus anciens témoins scripturaires du troisième Évangile, les manuscrits grecs et les versions latines anciennes ont été classés en deux grandes catégories :
- TA (Texte alexandrin). Les tenants du texte alexandrin avec le Codex Vaticanus (B) le Codex Alexandrinus (A) le Codex Sinaiticus (א) et les papyrus P75 et P45 qui constituent le courant majoritaire marqué par une tendance à l'harmonisation des évangiles entre eux.
- TO (Texte occidental). Le texte dit occidental (le TO) représenté par le codex Bezae et les versions latines anciennes correspond au courant rédactionnel antérieur aux harmonisations des IIIe et IVe siècles. L'évangile de Luc s'y lit sous une forme inédite.

### Sources et composition

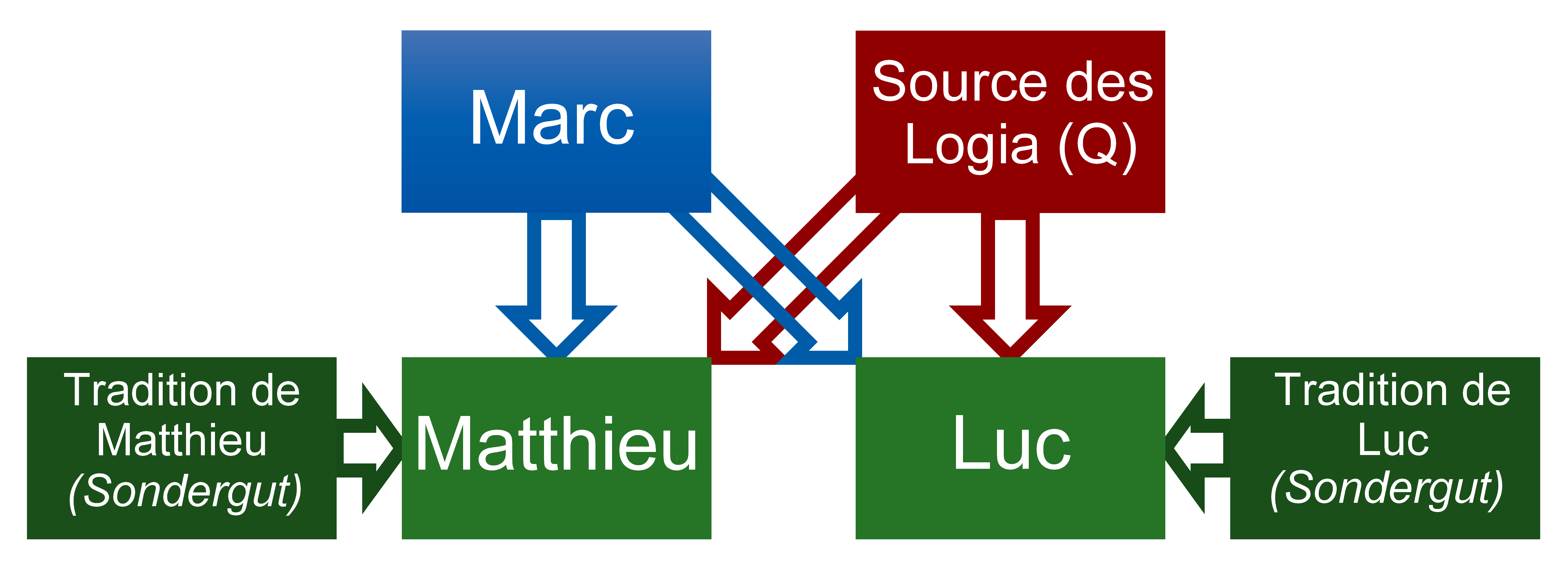
Les deux sources de Matthieu et de Luc : l'Évangile selon Marc et la Source Q, auxquels s'ajoutent leurs contenus spécifiques (Sondergut).

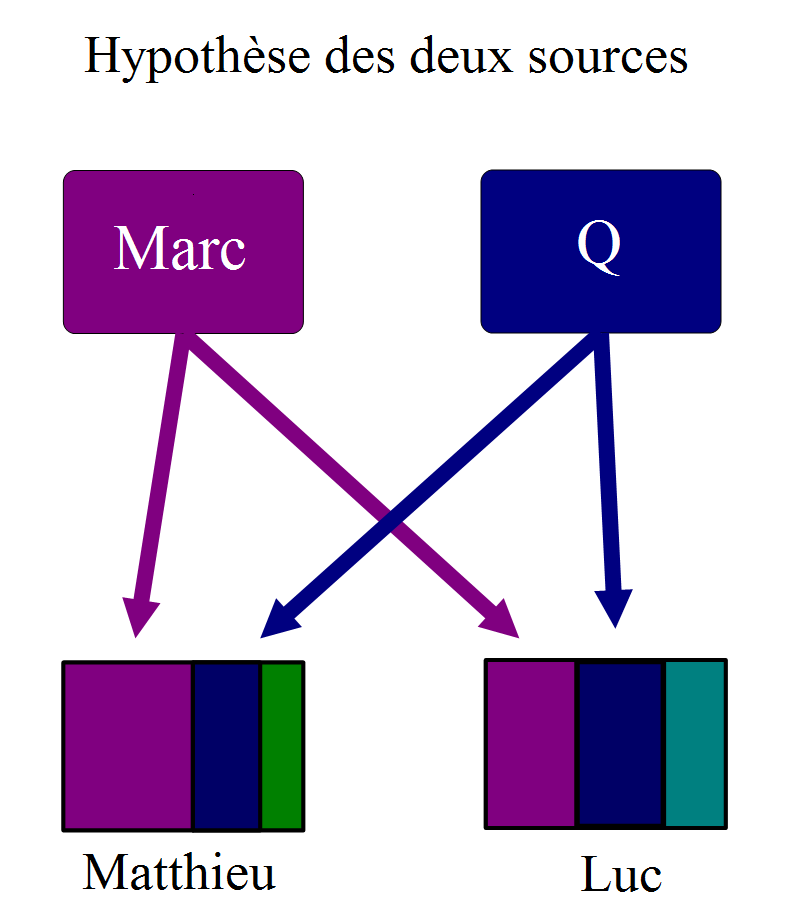
Schéma de la théorie des deux sources.

Luc s’est servi de Marc, et de ses autres sources, en les intercalant dans des plages bien visibles. L’usage de la « source Q » est pour partie incertaine : elle est certaine dans la mesure où elle est commune à Matthieu et Luc (hors Marc) ; elle est incertaine pour les passages propres au seul Matthieu ou au seul Luc et qu’on peut penser néanmoins lui appartenir. Ces intercalations constituent la structure même du troisième évangile et le procédé de Luc. Elles représentent sa méthode et sa manière de composer.

#### Les sources de Luc
Malgré ses limites, dues surtout aux incertitudes sur l'étendue réelle de la source Q, l’analyse du plan montre le travail d’élaboration de l’auteur. Luc, dans son prologue, précise sa méthode et sa préoccupation première :
« Puisque plusieurs ont entrepris de composer un récit des événements qui se sont accomplis parmi nous, d’après ce que nous ont transmis ceux qui furent dès le début témoins oculaires et serviteurs de la Parole, j'ai décidé, moi aussi, après m’être informé exactement de tout depuis les origines, d’en écrire pour toi l’exposé suivi, excellent Théophile. » (Lc 1,1-3).
Théophile est le personnage auquel Luc a dédié son double ouvrage de l’évangile et des Actes, mais aussi un chrétien fervent, qui en l’espèce les représente tous.
Luc a interrogé les « témoins oculaires et [les] serviteurs de la Parole », ceux de la première génération qui avaient connu le Seigneur : avant tout Jean, l’apôtre, et même la mère de Jésus, ainsi que les « frères » ou cousins du Seigneur : Jacques, Simon et Jude, et avec eux toute l’Église de Jérusalem, héritière au premier chef de la pensée et de la mémoire de Jésus. Il enquêta sur place en Palestine, profitant de son séjour forcé et prolongé dans la patrie du Christ. Son travail rédactionnel s'avère considérable dans cet évangile, qui est le plus long des quatre canoniques.
En ce sens, Luc est le « premier historien chrétien », selon la formule de Dibelius, reprise par Daniel Marguerat dans son ouvrage de 2018.

##### Leslogiadans Luc

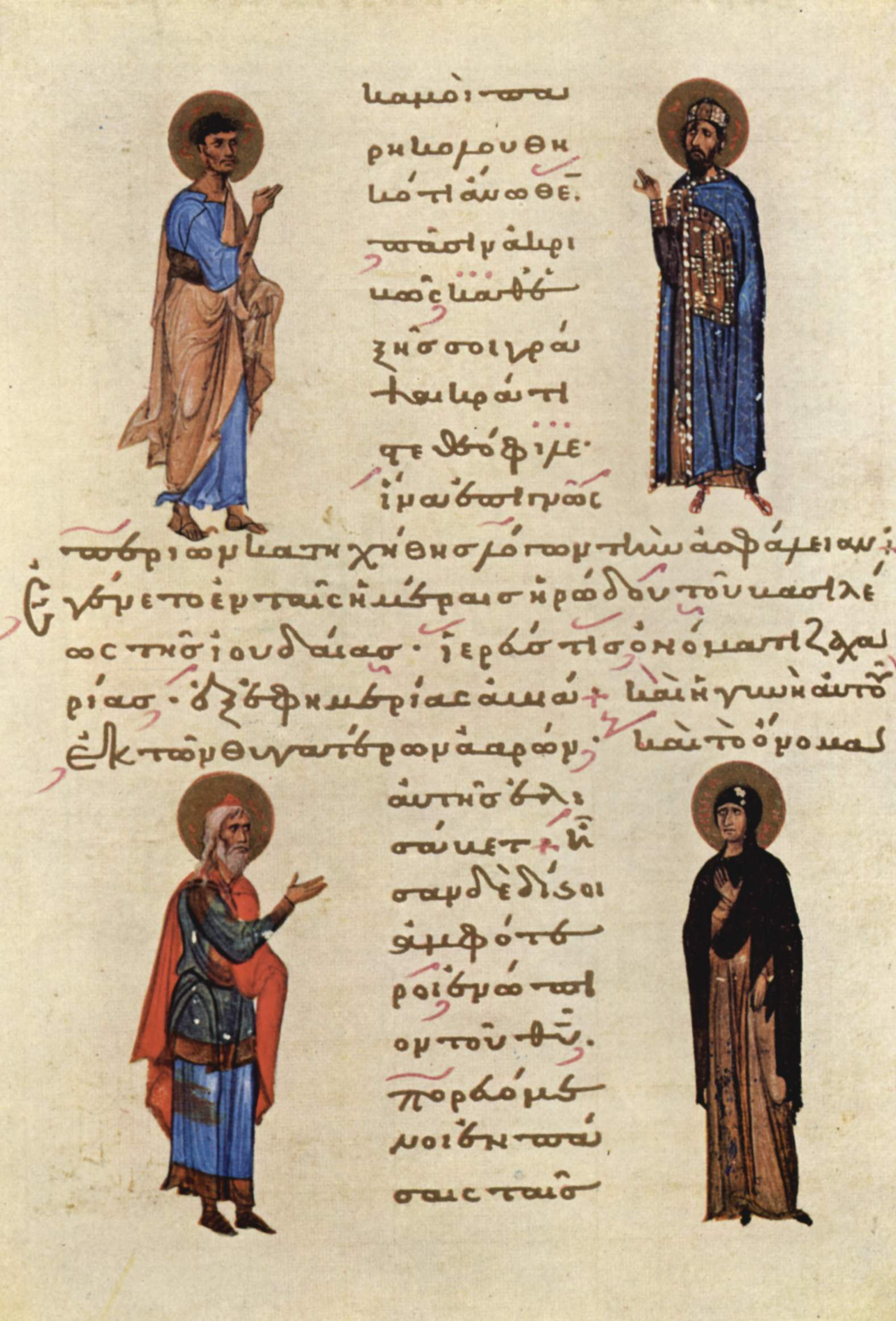
Premières lignes de l'Évangile selon Luc, manuscrit byzantin (v. 1020).

Il semble que Luc ait utilisé les logia (la source Q) dans deux plages bien délimitées de son évangile :
- Lc 6,20–8,3.
- Lc 9,51–18,14. qui porte le nom de section centrale[9].

Autrement dit, le Discours dans la plaine (souvent comparé au Sermon sur la montagne de l'Évangile selon Matthieu) et l'insertion dans la chaîne de Marc (entre les deux versets Mc 9,50 et 10,1) de la plage Lc 9,51–18,14, qui s'inscrit dans le cadre de la dernière montée de Jésus à Jérusalem : « Or il advint, comme s'accomplissait le temps où il devait être enlevé, qu'il prit résolument le chemin de Jérusalem » (Lc 9,51).
À ces deux plages, il convient d'ajouter le logion isolé : Lc 22,30 correspondant à Mt 19,28, mais surtout les imprécations de Jean-Baptiste et le détail des tentations du Christ, au début de la vie publique : Lc 3,7-9.17 ; 4,2b-13 = Mt 3,7-10.12 ; 4,2-11a.
Il est difficile de délimiter les contours précis de la source Q, son plan, son libellé exact, puisque d'une part Matthieu et Luc ne l'ont pas reprise dans le même ordre ni le plus souvent selon le même libellé ; et d'autre part on ne sait pas s'ils l'ont rapportée in extenso.

##### Utilisation de l'Évangile de Marc

Manuscrit de l'Évangile selon Luc, Macédoine, XIIe siècle.

Luc a utilisé, en substance, environ 364 versets de Marc sur 661, ce qui représente 35 % du texte lucanien.
Neuf brèves péricopes de Marc, seulement, sont déplacées par Luc. Et encore parmi ces neuf, plusieurs de ces déplacements apparents sont dus simplement au fait (on peut l'inférer avec une bonne probabilité) que Luc, les ayant trouvées en double, dans Marc et dans les logia, les a supprimées dans le parallèle avec Marc et les a laissées avec les logia.
Les épisodes que Luc a réellement déplacés se réduisent donc à cinq péricopes :
- Lc 3,3 = Mc 1,4.
- Lc 3,16c = Mc 1,8b.
- Lc 8,19-21 = Mc 3,31-35.
- Lc 22,19-20 = Mc 14,22-25.
- Lc 23,33b = Mc 15,27.

Ce sont des déplacements peu importants, et très limités dans l'espace ; plutôt des inversions rédactionnelles.
Cependant, au moment de la dernière Cène, Luc a placé le récit de l'institution de l'eucharistie (Lc 22,19-20) avant l’annonce de la trahison de Judas, alors que Marc (14,22-25), suivi par Matthieu (26,26-29), l'a placée après. En réalité, Luc s'est servi de Marc, et de ses autres sources, en les intercalant dans des plages bien visibles, avec de nettes sutures.
Les passages de Luc que l'on peut attribuer à Marc sont :
- 3,1 -- 6,19 (moins la généalogie: 3,23-38).
- 8,4 -- 9,50.
- 18,15-43.
- 19,28–23,7.
- 23,13–24,8.

#### Ajouts de Luc
Les principaux ajouts de Luc sont :
- I. Les récits de la naissance et de l'enfance (1 -- 2).
- II. L'annonce de l'emprisonnement du Baptiste (3,19-20).
- III. La généalogie du Christ (3,23-38).
- IV. Une visite à Nazareth (4,16-30). Luc anticipe ici la visite à Nazareth de Mc 6,1-6a. Les deux visites diffèrent beaucoup. Celle de Luc, placée dès le début du ministère public, est tragique et se termine par une tentative d'assassinat.
- V. La descente à Capharnaüm (4,31-32).
- VI. Un miracle sur le lac (5,1-11). Luc a sauté l'appel des premiers disciples au bord du lac de Mc 1,16-20. Il le remplace par le récit d'une pêche miraculeuse, située un peu plus tard.
- VII. Les foules à la suite de Jésus (6,17-19). Luc transpose cet épisode de Marc (3,7-12) juste après le choix des Douze, alors que Marc l'a juste avant. En cet endroit, il interrompt Marc pour y placer le Discours dans la plaine.

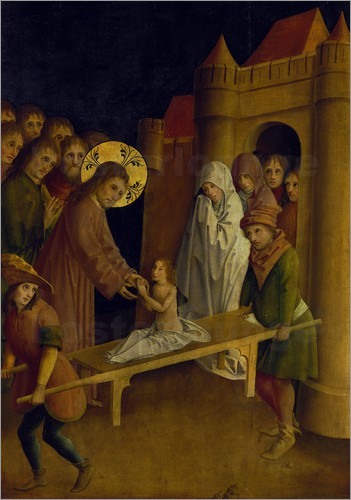
La Résurrection du fils de la veuve de Naïm, par le Maître de la Passion de Darmstadt, v. 1450, Alte Pinakothek, Munich.

- VIII. La résurrection du fils de la veuve de Naïm (7,11-17). Luc est seul à rapporter ce miracle.
- IX. La pécheresse pardonnée (7,36-50). L'entourage féminin de Jésus (8,1-3). Le récit de la pécheresse pardonnée n’est pas sans rappeler l’onction à Béthanie de Mc 14,3-9 que Luc a omis. L’événement cependant est différent[11].
- X. La vraie parenté de Jésus (8,19-21). L'anecdote de Marc (3,31-35) transposée par Luc, de juste avant à juste après le discours parabolique.
- XI. La dernière montée à Jérusalem (9,51). Luc profite de la mention de Marc (10,1) : « Partant de là [la Galilée], il vint dans le territoire de la Judée » pour placer sa grande « insertion des montées » (Lc 9,51–18,14) : vers Jérusalem en passant par la Samarie (Lc 17,11).
- XII. Le grand commandement (10,25-28). Le bon Samaritain (10,29-37). Marthe et Marie (10,38-42). L’ami importun (11,5-8). Le figuier stérile (13,6-9). Guérison d’une femme courbée (13,10-17). Guérison d'un hydropique (14,1-6).
- XIII. Le choix des places (14,7-11). Le choix des invités (14,12-14). Les invités qui se dérobent (14,15-24). Propres à Luc, et encore dans la grande insertion, mais Matthieu a un verset parallèle (Mt 23,12) placé après l’entrée à Jérusalem.
- XIV. Renoncer à ses biens (14,25-33). Discours de Jésus propre à Luc et dans la grande insertion, sauf quelques versets parallèles dans Matthieu ou dans Marc.
- XV. Les trois paraboles de la miséricorde (15,1-32). Dans la grande insertion. Deux sur trois sont propres à Luc, mais Matthieu a en parallèle (Mt 18,12-14) la parabole de la brebis perdue qu'il a placée dans son discours ecclésiastique.
- XVI. L'intendant infidèle et ses suites (16,1-15). Dans la grande insertion. Propre à Luc mais Matthieu a un verset parallèle (Mt 6,24) dans le Sermon sur la montagne.
- XVII. Lazare et le mauvais riche (16,19-31). Puissance de la foi (17,5-6). Servir avec humilité (17,7-10). Les dix lépreux (17,11-19). La venue du Royaume (17,20-21). Le juge inique (18,1-8). Le Pharisien et le publicain (18,9-14). Propres à Luc, et encore dans la grande insertion.
- XVIII. Zachée à Jéricho (19,1-10). La parabole des mines (19,11-27). Après la reprise du parallèle avec Marc en Lc 18,15. Seul Luc relate l'histoire de Zachée. Seul il place à cet endroit, juste avant l'entrée à Jérusalem, la parabole des mines.
- XIX. Les premiers outrages (22,63-65). Luc a placé les premiers outrages faits à Jésus, après le reniement de Pierre, tandis que Marc (14,65) les place avant.
- XX. La comparution devant Hérode (23,8-12).

Au récit de la Passion des autres évangélistes, Luc ajoute la comparution de Jésus devant Hérode Antipas.
- XXI. Les récits des apparitions du Christ et de l'Ascension (24,9-53).

### Date de rédaction
Cette date n'est pas à placer avant 70, date de la prise de Jérusalem par les légions romaines de Titus, puisque Lc 21, 20 y fait allusion ainsi que 19, 43-44 et 21-24. Le début des années 80, entre 80 et 85, est vraisemblable, selon D. Marguerat et E. Steffek. Ces mêmes auteurs notent que l'évangile selon Luc est écrit à un moment où l'idée d'une "fin prochaine des temps" est devenue moins prégnante qu'auparavant. Toutefois, d'autres apologètes le datent plus précocement (au début des années 60) en raison du fait qu'il est antérieur à la première Épître à Timothée de Paul, et que cette dernière s'y réfère comme étant « l'Écriture ».

## Plan de l'évangile
Dans la tradition qui attribue à chacun des évangélistes un des quatre animaux du tétramorphe décrit dans le Livre d'Ézéchiel (1, 10), le taureau a été attribué à Luc, à cause du sacrifice de Zacharie dans le Temple de Jérusalem par lequel s'ouvre son évangile.
On a souvent résumé l’évangile de Luc par cette formule lapidaire : une montée de Jésus à Jérusalem et vers la croix du Golgotha. Tout son livre ne serait qu’une montée, mais cette ligne très simple de la montée vers Jérusalem existait déjà dans Marc.[réf. nécessaire]